# Druck (Grodno)
Druck  –– majątek ziemski na terenie dzisiejszej Białorusi, od 1925 w granicach miasta Grodno.

## Historia
Dawny folwark leżał w Polsce, w województwie białostockim, w powiecie grodzieńskim, w gminie Wiercieliszki. Należący do 1945 roku do książąt Druckich-Lubeckich, podlegający Zarządowi Dóbr Książęcych w majątku Stanisławów. Folwark położony był ok. 1,6 km od miasta Grodna, przy drodze do Lidy.
W latach 1931–1939 majątkiem administrował Henryk Hamberg (ur. w 1903 r. w Penzie, zamordowany przez Sowietów 20 września 1939 r. w Drucku), absolwent Państwowej Średniej Szkoły Ogrodniczej w Wilnie.
W 1939 Sowieci zamordowali tutaj 86 polskich żołnierzy, ekshumowanych w 1992.
Według Powszechnego Spisu Ludności z 1921 roku wieś zamieszkiwało 86 osób, 66 było wyznania rzymskokatolickiego, 18 prawosławnego a 2 innego chrześcijańskiego. Wszyscy mieszkańcy zadeklarowali polską przynależność narodową. Były tu 4 budynki mieszkalne.